# Dandiganahalli, Kolar
Dandiganahalli là một làng thuộc tehsil Kolar, huyện Kolar, bang Karnataka, Ấn Độ.